# Chris Lee (Eishockeyspieler)
Chris Lee (* 3. Oktober 1980 in MacTier, Ontario) ist ein ehemaliger kanadischer Eishockeyspieler, der im Verlauf seiner aktiven Karriere zwischen 2000 und 2018 unter anderem über 330 Spiele für den HK Metallurg Magnitogorsk in der Kontinentalen Hockey-Liga (KHL) auf der Position des Verteidigers bestritten hat. Darüber hinaus absolvierte Lee über 260 weitere Partien in der American Hockey League (AHL) und war jeweils eine Spielzeit für die Kölner Haie und Adler Mannheim in der Deutschen Eishockey Liga (DEL) aktiv.

## Karriere

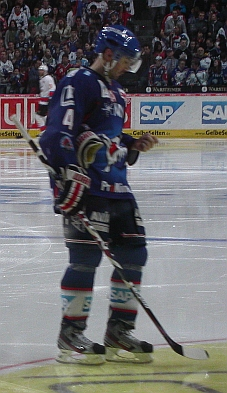
Lee im Trikot der Adler Mannheim (2012)

Chris Lee begann seine Karriere als Eishockeyspieler in der Ontario Provincial Junior A Hockey League, in der er zwischen 1996 und 2000 für die Orillia Terriers, Couchiching Terriers und Parry Sound Shamrocks aktiv war. Anschließend besuchte er vier Jahre lang die State University of New York at Potsdam, für deren Eishockeymannschaft er in der Division III der National Collegiate Athletic Association (NCAA) spielte.
Nachdem der Verteidiger im NHL Entry Draft unberücksichtigt geblieben war, wechselte er nach Abschluss seines Studiums dennoch in den Profibereich. Lee schloss sich für drei Spielzeiten den Florida Everblades aus der ECHL an. In der Saison 2006/07 sammelte er zudem erste Erfahrung in der höherklassigeren American Hockey League (AHL), in der er für die Albany River Rats, Bridgeport Sound Tigers und Omaha Ak-Sar-Ben Knights auf dem Eis stand. Zur Saison 2007/08 erhielt der Kanadier schließlich seinen ersten vollwertigen AHL-Vertrag und spielte ein Jahr lang für die Iowa Stars. In den folgenden beiden Spielzeiten war er ebenfalls jeweils auf ein Jahr befristet für die Bridgeport Sound Tigers und Wilkes-Barre/Scranton Penguins in der AHL aktiv.
Im Sommer 2010 – ohne die Chance auf ein Engagement bei einem Team aus der National Hockey League (NHL) – wechselte der Abwehrspieler nach Europa und wurde für die Saison 2010/11 von den Kölner Haien aus der Deutschen Eishockey Liga (DEL) verpflichtet. In der Saison 2011/12 spielte er für den Ligakonkurrenten Adler Mannheim, mit dem er Vizemeister wurde. Zudem wurde er als bester Verteidiger der DEL ausgezeichnet, nachdem er auf seiner Position mit 45 die meisten Scorerpunkte im Saisonverlauf gesammelt hatte. Dennoch verließ Lee die Adler und wechselte im Sommer 2012 nach Schweden zu Färjestad BK in die Elitserien. Dort erzielte in der folgenden Spielzeit 53 Scorerpunkte in 64 Saisonspielen, was ihn zum punktbesten Verteidiger der Elitserien machte.
Anschließend wechselte Lee im Sommer 2013 erneut den Klub. Es zog den Verteidiger zum HK Metallurg Magnitogorsk in die Kontinentale Hockey-Liga (KHL). Mit Metallurg gewann Lee am Ende der Saison 2013/14 die Meisterschaftstrophäe der KHL, den Gagarin-Pokal. Diesen Erfolg wiederholte der Kanadier mit dem Team zwei Jahre später, woran er als punktbester Abwehrspieler der Playoffs und Schütze des entscheidenden Tores in der Finalserie maßgeblichen Anteil hatte. Mit weit über 100 Scorerpunkten in seinen ersten drei KHL-Spielzeiten steigerte Lee seine Ausbeute im Spieljahr 2016/17 auf 65 Punkte. Dazu kamen weitere 21 Punkte in den Playoffs. Lees Leistungen in der KHL über die vorangegangenen Jahre machten nach Auslauf seines Vertrags im Sommer 2017 schließlich auch die Franchises der NHL auf ihn aufmerksam. Er unterzeichnete zunächst keinen neuen Vertrag in Magnitogorsk, wodurch er den Start in die KHL-Saison 2017/18 verpasste und wenig später einen Probevertrag von den Los Angeles Kings erhielt. Bei den Kings erhielt er jedoch kein festes Engagement, so dass er zu Metallurg zurückkehrte. Nach der Spielzeit 2017/18 beendete der 37-Jährige seine aktive Karriere.

### International
Nachdem Lee in den Jahren 2012 und 2016 bereits mit dem Team Canada am Deutschland Cup teilgenommen hatte, wurde er für die Weltmeisterschaft 2017 in Deutschland und Frankreich erstmals in den Kader der kanadischen Nationalmannschaft berufen. Dort gewann er mit der Mannschaft nach einer Finalniederlage gegen Schweden die Silbermedaille, wozu er in sieben Turniereinsätzen zwei Torvorlagen beisteuerte.
Im Jahr darauf vertrat er sein Heimatland auch bei den Olympischen Winterspielen 2018, bei denen er mit dem Team, das ohne NHL-Spieler antrat, die Bronzemedaille gewann.

## Erfolge und Auszeichnungen
| - 2006 Teilnahme am ECHL All-Star Game - 2012 Deutscher Vizemeister mit den Adler Mannheim - 2012 DEL-Verteidiger des Jahres - 2013 Bester Verteidiger der European Trophy - 2013 KHL-Verteidiger des Monats September - 2014 Teilnahme am KHL All-Star Game | - 2014 Gagarin-Pokal-Gewinn und Russischer Meister mit dem HK Metallurg Magnitogorsk - 2015 Teilnahme am KHL All-Star Game - 2016 Gagarin-Pokal-Gewinn und Russischer Meister mit dem HK Metallurg Magnitogorsk - 2016 KHL First All-Star Team - 2016 KHL-Verteidiger des Monats Oktober - 2017 Teilnahme am KHL All-Star Game |

### International
- 2017 Silbermedaille bei der Weltmeisterschaft
- 2018 Bronzemedaille bei den Olympischen Winterspielen

## Karrierestatistik

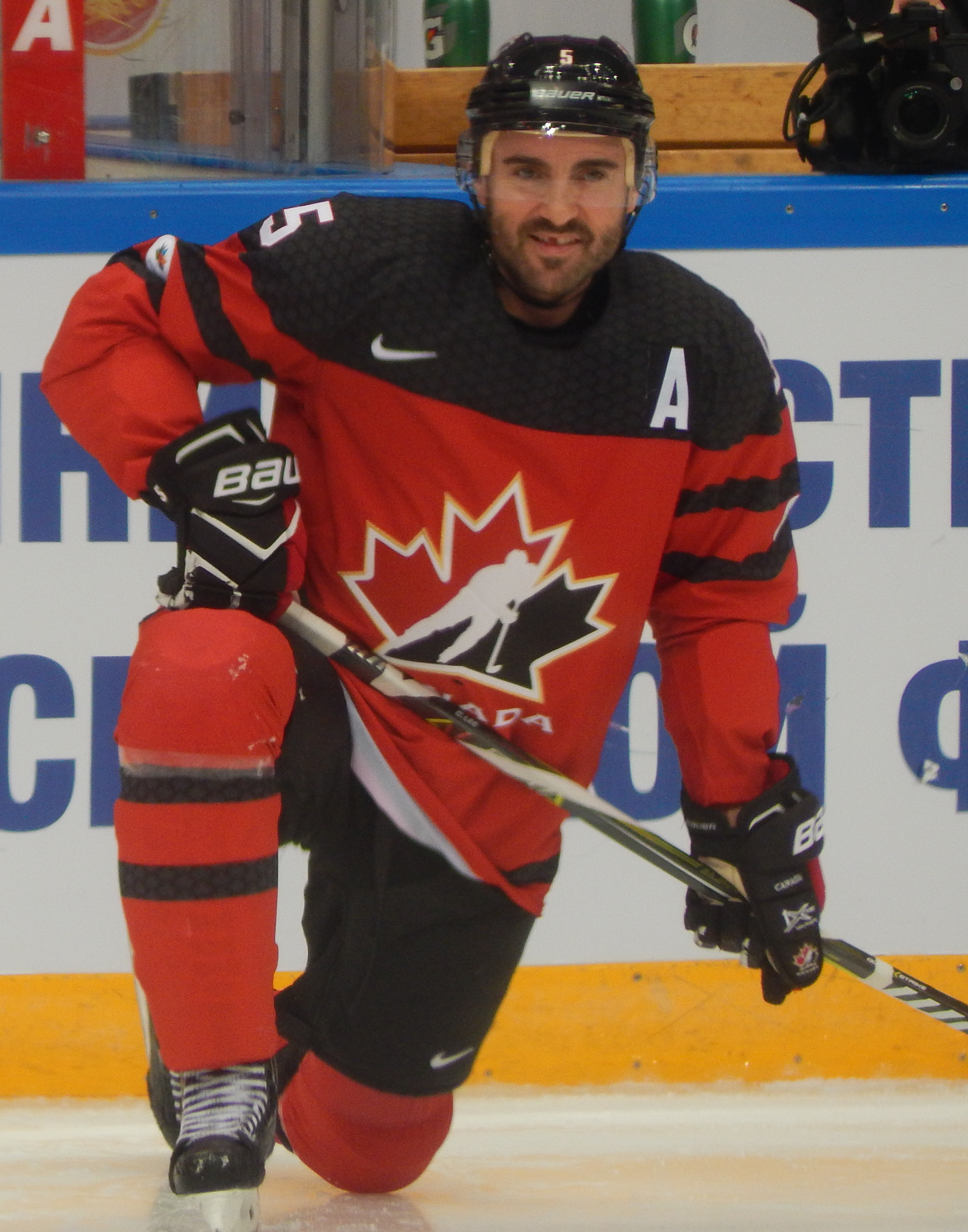
Lee als Spieler der kanadischen Nationalmannschaft (2017)

### International
Vertrat Kanada bei:
- Weltmeisterschaft 2017
- Olympischen Winterspielen 2018

(Legende zur Spielerstatistik: Sp oder GP = absolvierte Spiele; T oder G = erzielte Tore; V oder A = erzielte Assists; Pkt oder Pts = erzielte Scorerpunkte; SM oder PIM = erhaltene Strafminuten; +/− = Plus/Minus-Bilanz; PP = erzielte Überzahltore; SH = erzielte Unterzahltore; GW = erzielte Siegtore; 1 Play-downs/Relegation; Kursiv: Statistik nicht vollständig)